# Lista de prefeitos de Farias Brito
Esta lista compreende todas as pessoas que tomaram posse definitiva da chefia do executivo municipal do município de Farias Brito, antigo Quixará, e exerceram o cargo como prefeitos titulares, além de prefeitos eleitos cuja posse foi em algum momento prevista pela legislação vigente. Prefeitos em exercício que substituíram temporariamente o titular não são considerados para a numeração mas estão citados em notas, quando aplicável.
Entre 1890 e 1914 os prefeitos de Quixará eram chamados de intendentes. Os intendentes eram geralmente coronéis que detinham grande poder econômico local. Entre 08 de outubro de 1920 e 09 de maio de 1937 não houve prefeitos, visto que o município foi extinto por força da Lei Estadual nº. 1.794. Entre 1937 e 1940 houve o mandato do primeiro prefeito eleito do Quixará. Entre 1940 e 1948 os prefeitos foram nomeados pelo interventor federal do estado do Ceará Francisco de Meneses Pimentel, durante a Era Vargas.
Desde 1948 até os dias atuais os prefeitos são eleitos democraticamente, de acordo com a legislação de cada período.
O primeiro prefeito do recém criado município de Quixará foi José Alexandre Nunes de Almeida no ano de 1890. O primeiro prefeito eleito de Quixará foi Manoel Pinheiro de Almeida no ano de 1937, logo após a recriação do município. Na época haviam 203 eleitores aptos a votar (de acordo com a legislação vigente).
Pela lei do estado do Ceará nº 2194, de 15 de dezembro de 1953, o município de Quixará passou a denominar-se Farias Brito.
| N° | Prefeito | Fotografia | Período do mandato (duração do mandato) | Partido | Vice-Prefeito | Referências e notas | Eleição |  |
| Primeira República (República Velha: República da Espada e República Oligárquica) (15 de novembro de 1889 a 24 de outubro de 1930 – 40 anos, 11 meses e 9 dias) | Primeira República (República Velha: República da Espada e República Oligárquica) (15 de novembro de 1889 a 24 de outubro de 1930 – 40 anos, 11 meses e 9 dias) | Primeira República (República Velha: República da Espada e República Oligárquica) (15 de novembro de 1889 a 24 de outubro de 1930 – 40 anos, 11 meses e 9 dias) | Primeira República (República Velha: República da Espada e República Oligárquica) (15 de novembro de 1889 a 24 de outubro de 1930 – 40 anos, 11 meses e 9 dias) | Primeira República (República Velha: República da Espada e República Oligárquica) (15 de novembro de 1889 a 24 de outubro de 1930 – 40 anos, 11 meses e 9 dias) | Primeira República (República Velha: República da Espada e República Oligárquica) (15 de novembro de 1889 a 24 de outubro de 1930 – 40 anos, 11 meses e 9 dias) | Primeira República (República Velha: República da Espada e República Oligárquica) (15 de novembro de 1889 a 24 de outubro de 1930 – 40 anos, 11 meses e 9 dias) | Primeira República (República Velha: República da Espada e República Oligárquica) (15 de novembro de 1889 a 24 de outubro de 1930 – 40 anos, 11 meses e 9 dias) |  |
| --- | --- | --- | --- | --- | --- | --- | --- |  |
| 1 | José Alexandre Nunes de Almeida (1839-1898) | | 1890 – 1894 (3 ou 4 anos) | Nenhum | Nenhum | Nenhum | Intendente |  |
| 2 | Manoel Duarte Pinheiro | | 1894 – 1898 (4 anos) | Nenhum | Nenhum | Nenhum | Intendente |  |
| 3 | Joaquim Fernandes de Oliveira (1843-1913) | | 1898 – 1902 (4 anos) | Nenhum | Nenhum | Nenhum | Intendente |  |
| 4 | Sabino Ferreira Mota (186x-19xx) | | 1902 – 1904 (2 anos) | Nenhum | Nenhum | Nenhum | Intendente |  |
| 5 | José Alexandre Costa | | 1904 – 1906 (2 anos) | Nenhum | Nenhum | Nenhum | Intendente |  |
| 6 | Marcolino Alves de Oliveira (1865-1929) | | 1906 – 1908 (2 anos) | Nenhum | Nenhum | Nenhum | Intendente |  |
| 7 | Antonio Rodrigues da Silva (1873-1929) | | 1908 – 1912 (4 anos) | Nenhum | Nenhum | Nenhum | Intendente |  |
| 8 | Vitor Ribeiro da Silva (1853-1917) | | 1912 – 1914 (2 anos) | Nenhum | Nenhum | Nenhum | Intendente |  |
| 9 | José Alves Pimentel (1862-19xx) | | 1914 – 1918 (4 anos) | Nenhum | Nenhum | Nenhum | Prefeito |  |
| 10 | José Liberalino Duarte (1868-1928) | | 1918 – 1920 (2 anos) | Nenhum | Nenhum | Nenhum | Prefeito |  |
| Terceira República (Estado Novo) (10 de novembro 1937 a 31 de janeiro de 1946 – 8 anos, 2 meses e 21 dias)                                                      | | | | | | | |  |
| 11 | Manoel Pinheiro de Almeida (1894-1960) | | 09 de maio de 1937 – 01 de janeiro de 1940 2 anos e 237 dias | Nenhum | Nenhum | Nenhum | 04 de abril de 1937 |  |
| 12 | Elpídio Ricardo de Carvalho (189x-1951) | | 01 de janeiro de 1940 – 07 de outubro de 1941 1 ano e 279 dias                                                                                                  | Nenhum | Nenhum | Nenhum | Nomeado pelo interventor federal do estado do Ceará. |  |
| 13 | Enoch Rodrigues (1908-1958) | | 07 de outubro de 1941 – 25 de novembro de 1945 4 anos e 49 dias                                                                                                 | Nenhum | Nenhum | Nenhum | Nomeado pelo interventor federal do estado do Ceará. |  |
| 14 | Hermes Parahyba (1889-1965) | | 25 de novembro de 1945 – 03 de dezembro de 1945 8 dias | Nenhum | Nenhum | [ nota 1 ] | Juiz de direito que assumiu como prefeito após a saída do titular                                                                                               |  |
| 15 | Enoch Rodrigues (1908-1958) | | 05 de dezembro de 1945 – 20 de dezembro de 1945 15 dias | Nenhum | Nenhum | Nenhum | Foi reempossado como prefeito. |  |
| Quarta República (República Populista) (31 de janeiro de 1946 a 2 de abril de 1964 – 18 anos, 2 meses e 2 dias)                                                 | | | | | | | |  |
| 16 | José Rodrigues da Silva (1880-1952) | | 20 de dezembro de 1945 – 06 de janeiro de 1948 2 anos e 17 dias                                                                                                 | Nenhum | Nenhum | Nenhum | Nomeado pelo interventor federal do estado do Ceará. |  |
| 17 | Enoch Rodrigues (1908-1958) | | 06 de janeiro de 1948 – 23 de dezembro de 1950 2 anos e 351 dias                                                                                                | Partido Social Democrático PSD | Nenhum | [ 2 ] | 07 de dezembro de 1947 |  |
| 18 | José Ferreira Sobrinho (1917-2014) | | 23 de dezembro de 1950 – 31 de outubro de 1951 312 dias | Nenhum | Nenhum | Nenhum | Presidente da Câmara Municipal, assumiu como prefeito após impedimento do titular.                                                                              |  |
| 19 | João Antero da Silva (1913-1981) | | 31 de janeiro de 1951 – 25 de março de 1955 4 anos e 53 dias | Partido Social Democrático PSD | Nenhum | [ nota 2 ] [ 3 ] | 03 de outubro de 1950 |  |
| 20 | Manoel Pinheiro de Almeida (1894-1960) | | 25 de março de 1955 – 04 de novembro de 1958 3 anos e 224 dias                                                                                                  | União Democrática Nacional UDN | Nenhum | [ 4 ] | 03 de outubro de 1954 |  |
| 21 | Aurélio Liberalino de Menezes (1924-1993) | | 04 de novembro de 1958 – 25 de março de 1959 141 dias | Nenhum | Nenhum | Nenhum | Presidente da Câmara Municipal, assumiu como prefeito após o licenciamento do titular.                                                                          |  |
| 22 | Diocles Almeida Brandão (1911-1995) | | 25 de março de 1959 – 13 de janeiro de 1962 2 anos e 294 dias                                                                                                   | Partido Social Democrático PSD | João Antero da Silva (1913-1981) | [ 5 ] | 03 de outubro de 1958 |  |
| 23 | Higino Pereira da Silva (1902-19xx) | | 13 de janeiro de 1962 – 28 de março de 1962 74 dias | | Nenhum | Nenhum | Presidente da Câmara Municipal, assumiu como prefeito após a renúncia do titular.                                                                               |  |
| 24 | José Ferreira Sobrinho (1917-2014) | | 28 de março de 1962 – 25 de março de 1963 362 dias | Partido Social Democrático PSD | Nenhum | Nenhum | Presidente da Câmara Municipal, assumiu como prefeito após a renúncia do então presidente da Câmara Municipal.                                                  |  |
| 25 | Isaac de Alcântara Costa (1908-1984) | | 25 de março de 1963 – 25 de março de 1967 4 anos e 0 dias | Partido Social Democrático PSD | Raimundo Almeida Leite (1922-2002) | [ 6 ] | 07 de outubro de 1962 |  |
| Quinta República (Ditadura Militar) (2 de abril de 1964 a 15 de março de 1985 – 20 anos, 11 meses e 13 dias)                                                    | | | | | | | |  |
| 26 | Aurélio Liberalino de Menezes (1924-1993) | | 25 de março de 1967 – 25 de março de 1971 4 anos e 0 dias | Aliança Renovadora Nacional ARENA | José Ferreira Sobrinho (1917-2014) | [ 7 ] | 15 de novembro de 1966 |  |
| 27 | Gabriel Bezerra de Morais (1920-1976) | | 25 de março de 1971 – 31 de janeiro de 1973 1 ano e 312 dias | Aliança Renovadora Nacional ARENA | José Alderico Costa | [ 8 ] | 15 de novembro de 1970 |  |
| 28 | Aurélio Liberalino de Menezes (1924-1993) | | 31 de janeiro de 1973 – 31 de janeiro de 1977 4 anos e 0 dias                                                                                                   | Aliança Renovadora Nacional ARENA | Maria Vanderli Ferreira (1950) | [ 9 ] | 15 de novembro de 1972 |  |
| 29 | João Matias (1934-1990) | | 31 de janeiro de 1977 – 15 de março de 1983 6 anos e 43 dias | Aliança Renovadora Nacional ARENA 2 | Arão Pereira e Silva (1927-2006) | [ 10 ] | 15 de novembro de 1976 |  |
| 30 | Arão Pereira e Silva (1927-2006) | | 15 de março de 1983 – 15 de março de 1989 6 anos e 0 dias | Partido Democrático Social PDS 2 | Luiz Evandro Santos Lopes | [ 11 ] | 15 de novembro de 1982 |  |
| Sexta República (Nova República) (15 de março de 1985 à atualidade – 40 anos e 2 dias)                                                                          | | | | | | | |  |
| 31 | João Matias (1934-1990) | | 15 de março de 1989 – 09 de agosto de 1990 1 ano e 147 dias | Partido da Frente Liberal PFL | Ramiro Pereira da Silva (1935) | [ 12 ] | 15 de novembro de 1988 |  |
| 32 | Ramiro Pereira da Silva (1935) | | 09 de agosto de 1990 – 01 de janeiro de 1993 2 anos e 145 dias                                                                                                  | Nenhum | Nenhum | Nenhum | Vice-prefeito, assumiu como prefeito após o falecimento de João Matias.                                                                                         |  |
| 33 | Antônio Marcos Moreira da Silva Filho (1957) | | 01 de janeiro de 1993 – 31 de dezembro de 1996 4 anos e 0 dias                                                                                                  | Partido Democrata Cristão PDC | Iraci Rodrigues Matias (1939) | [ 13 ] | 03 de outubro de 1992 |  |
| 34 | José Vandevelder Freitas Francelino (1965) | | 01 de janeiro de 1997 – 31 de dezembro de 2000 4 anos e 0 dias                                                                                                  | Partido Social Democrático PSD | Samuel Linhares Maciel (1967) PSD | [ 14 ] | 03 de outubro de 1996 |  |
| — | José Vandevelder Freitas Francelino (1965) | | 01 de janeiro de 2001 – 31 de dezembro de 2004 4 anos e 0 dias                                                                                                  | Partido da Social Democracia Brasileira PSDB | Samuel Linhares Maciel (1967) | [ 15 ] | 01 de outubro de 2000 |  |
| 35 | José Maria Gomes Pereira (1969) | | 01 de janeiro de 2005 – 31 de dezembro de 2008 4 anos e 0 dias                                                                                                  | Partido da Social Democracia Brasileira PSDB | Roberto Rodrigues Silva (1960) PSDB | [ 16 ] | 03 de outubro de 2004 |  |
| 36 | José Vandevelder Freitas Francelino (1965) | | 01 de janeiro de 2009 – 31 de dezembro de 2012 4 anos e 0 dias                                                                                                  | Partido Social Liberal PSL | Rejane Maria Silva Francelino (1965) PCdoB | [ 17 ] | 05 de outubro de 2008 |  |
| — | José Vandevelder Freitas Francelino (1965) | | 01 de janeiro de 2013 – 31 de dezembro de 2016 4 anos e 0 dias                                                                                                  | Partido Comunista do Brasil PCdoB | Rejane Maria Silva Francelino (1965) PCdoB | [ 18 ] | 07 de outubro de 2012 |  |
| 37 | José Maria Gomes Pereira (1969) | | 01 de janeiro de 2017 – 31 de dezembro de 2020 4 anos e 0 dias                                                                                                  | Partido Comunista do Brasil PCdoB | Antonio Cleber Mendes da Costa (1968) PCdoB | [ 19 ] | 02 de outubro de 2016 |  |
| 38 | Francisco Austragézio Sales "Deda" (1962) | | 01 de janeiro de 2021 – 31 de dezembro de 2024 4 anos e 0 dias                                                                                                  | Partido Democrático Trabalhista PDT | Lauro Nathanael Gomes Silva "Nael" (1986) PDT | [ 20 ] | 15 de novembro de 2020 |  |
| — | Francisco Austragézio Sales "Deda" (1962) | | 1º de janeiro de 2025 – | Partido Democrático Trabalhista PDT | Lauro Nathanael Gomes Silva "Nael" (1986) MDB | Nenhum | 06 de outubro de 2024 |  |